# Lekkoatletyka na Letnich Igrzyskach Olimpijskich 1908 – bieg na 800 m mężczyzn
Bieg na 800 m mężczyzn był jedną z konkurencji lekkoatletycznych na letnich igrzyskach olimpijskich 1908 w Londynie, która odbyła się w dniach 20-21 lipca 1908. Uczestniczyło 38 zawodników z 11 krajów.

## Rekordy
Rekordy świata i olimpijskie przed rozegraniem konkurencji.
| Rekord świata     | 1:53,4(*) | Charles Kilpatrick | Nowy Jork (USA)   | 21 września 1895 |
| Rekord olimpijski | 49,2(**)  | Jim Lightbody      | Saint Louis (USA) | 1 września 1904  |

(*) nieoficjalny 880 jardów (= 804.68 m)
(**) Obwód bieżni 536,45 m

## Wyniki

### Półfinały
Półfinały zostały rozegrane 20 lipca. Najszybszy zawodnik z każdego biegu awansował do finału.
| Miejsce | Zawodnik           | Państwo           | Czas   |
| ------- | ------------------ | ----------------- | ------ |
| 1       | Ödön Bodor         | Węgry             | 1:58,6 |
| 2       | George Butterfield | Wielka Brytania   | 1:58,9 |
| 3       | Evert Björn        | Szwecja           | b.d    |
| 4       | Jim Lightbody      | Stany Zjednoczone | b.d    |
| –       | Frederick Ashford  | Wielka Brytania   | DNF    |
| –       | Henk van der Wal   | Holandia          | DNF    |

| Miejsce | Zawodnik      | Państwo           | Czas   |
| ------- | ------------- | ----------------- | ------ |
| 1       | Mel Sheppard  | Stany Zjednoczone | 1:58,0 |
| 2       | James Lintott | Wielka Brytania   | 1:58,8 |
| 3       | Irving Parkes | Kanada            | b.d.   |

| Miejsce | Zawodnik      | Państwo           | Czas   |
| ------- | ------------- | ----------------- | ------ |
| 1       | John Halstead | Stany Zjednoczone | 2:01,4 |
| 2       | John Lee      | Wielka Brytania   | 2:01,7 |
| 3       | George Morphy | Wielka Brytania   | b.d    |
| 4       | József Nagy   | Węgry             | b.d    |

| Miejsce | Zawodnik           | Państwo           | Czas   |
| ------- | ------------------ | ----------------- | ------ |
| 1       | Emilio Lunghi      | Włochy            | 1:57,2 |
| 2       | Harry Coe          | Stany Zjednoczone | 1:58,0 |
| 3       | Lloyd Jones        | Stany Zjednoczone | b.d    |
| –       | Stefanos Dimitrios | Grecja            | DNF    |
| –       | Larry Manogue      | Wielka Brytania   | DNF    |

| Miejsce | Zawodnik       | Państwo              | Czas   |
| ------- | -------------- | -------------------- | ------ |
| 1       | Clarke Beard   | Stany Zjednoczone    | 1:59,8 |
| 2       | Arthur Astley  | Wielka Brytania      | 1:59,9 |
| 3       | Donald Buddo   | Kanada               | b.d    |
| 4       | Oscar Quarg    | Cesarstwo Niemieckie | 2:10,0 |
| –       | Edward Dahl    | Szwecja              | DNF    |
| –       | Charles French | Stany Zjednoczone    | DNF    |

| Miejsce | Zawodnik        | Państwo              | Czas   |
| ------- | --------------- | -------------------- | ------ |
| 1       | Theodore Just   | Wielka Brytania      | 1:57,8 |
| 2       | Andreas Breynck | Cesarstwo Niemieckie | 2:06,0 |
| –       | Frank Danielson | Szwecja              | DNF    |
| –       | Arie Vosbergen  | Holandia             | DNF    |

| Miejsce | Zawodnik          | Państwo              | Czas   |
| ------- | ----------------- | -------------------- | ------ |
| 1       | Hanns Braun       | Cesarstwo Niemieckie | 1:58,0 |
| 2       | Joseph Bromilow   | Stany Zjednoczone    | 1:58,3 |
| 3       | Harold Holding    | Wielka Brytania      | 1:58,5 |
| –       | Bram Evers        | Holandia             | DNF    |
| –       | Horace Ramey      | Stany Zjednoczone    | DNF    |
| –       | Fredrik Svanström | Wlk. Ks. Finlandii   | DNF    |

| Miejsce | Zawodnik               | Państwo           | Czas   |
| ------- | ---------------------- | ----------------- | ------ |
| 1       | Ivo Fairbairn-Crawford | Wielka Brytania   | 1:57.8 |
| 2       | Kristian Hellström     | Szwecja           | 2:00.0 |
| 3       | Harvey Sutton          | Australazja       | 2:00.0 |
| 4       | Francis Sheehan        | Stany Zjednoczone | b.d    |

### Finał
Finał został rozegrany 21 lipca.
| Miejsce | Zawodnik               | Państwo              | Czas      |
| ------- | ---------------------- | -------------------- | --------- |
| 1       | Mel Sheppard           | Stany Zjednoczone    | 1:52,8 WR |
| 2       | Emilio Lunghi          | Włochy               | 1:54,2    |
| 3       | Hanns Braun            | Cesarstwo Niemieckie | 1:55,2    |
| 4       | Ödön Bodor             | Węgry                | 1:55,4    |
| 5       | Theodore Just          | Wielka Brytania      | 1:56,4    |
| 6       | John Halstead          | Stany Zjednoczone    | b.d       |
| –       | Clarke Beard           | Stany Zjednoczone    | DNF       |
| –       | Ivo Fairbairn-Crawford | Wielka Brytania      | DNF       |